# King of the Kill
King of the Kill è il quarto album in studio della thrash metal band canadese Annihilator pubblicato nel 1994 dalla Music For Nations.

## Il disco
Si differenzia dai primi lavori della band per il fatto che questo album è stato suonato interamente da Jeff Waters, con eccezione delle percussioni che sono suonate da Randy Black.

## Tracce
1. The Box – 5:30 (Waters)
2. King of the Kill – 3:13 (Waters, Bates)
3. Hell Is A War – 5:20 (Waters)
4. Bliss – 0:51 (Waters)
5. Second To None – 5:16 (Waters, Randall)
6. Annihilator – 4:28 (Waters, Bates)
7. 21 – 4:25 (Waters)
8. In the Blood – 4:19 (Waters, Murphy)
9. Fiasco (The Slate) – 0:09 (Waters)
10. Fiasco – 3:56 (Waters)
11. Catch the Wind – 3:50 (Waters)
12. Speed – 4:37 (Waters)
13. Bad Child – 3:40 (Waters)

Durata totale: 49:34

## Ristampe
L'album fu rimasterizzato nel 1995 con l'aggiunta di 3 tracce e modificando l'ordine dei brani all'interno del disco.

### Tracce
1. The Box – 5:30 (Waters)
2. King of the Kill – 3:13 (Waters, Bates)
3. Annihilator – 4:28 (Waters, Bates)
4. Bad Child – 3:40 (Waters)
5. 21 – 4:25 (Waters)
6. Bliss – 0:51 (Waters)
7. Second To None – 5:16 (Waters, Randall)
8. Hell Is A War – 5:20 (Waters)
9. Speed – 4:37 (Waters)
10. In the Blood – 4:19 (Waters, Murphy)
11. Catch the Wind – 3:50 (Waters)
12. Fiasco (The Slate) – 0:09 (Waters)
13. Fiasco – 3:56 (Waters)
14. Only Be Lonely – 5:32 (Waters)
15. Comments from Jeff Waters – 10:24 (Waters)
16. Slates – 4:04 (Waters)

Durata totale: 69:34

## Formazione
- Jeff Waters - voce, chitarra, basso
- Randy Black - batteria